# Piroforicitat

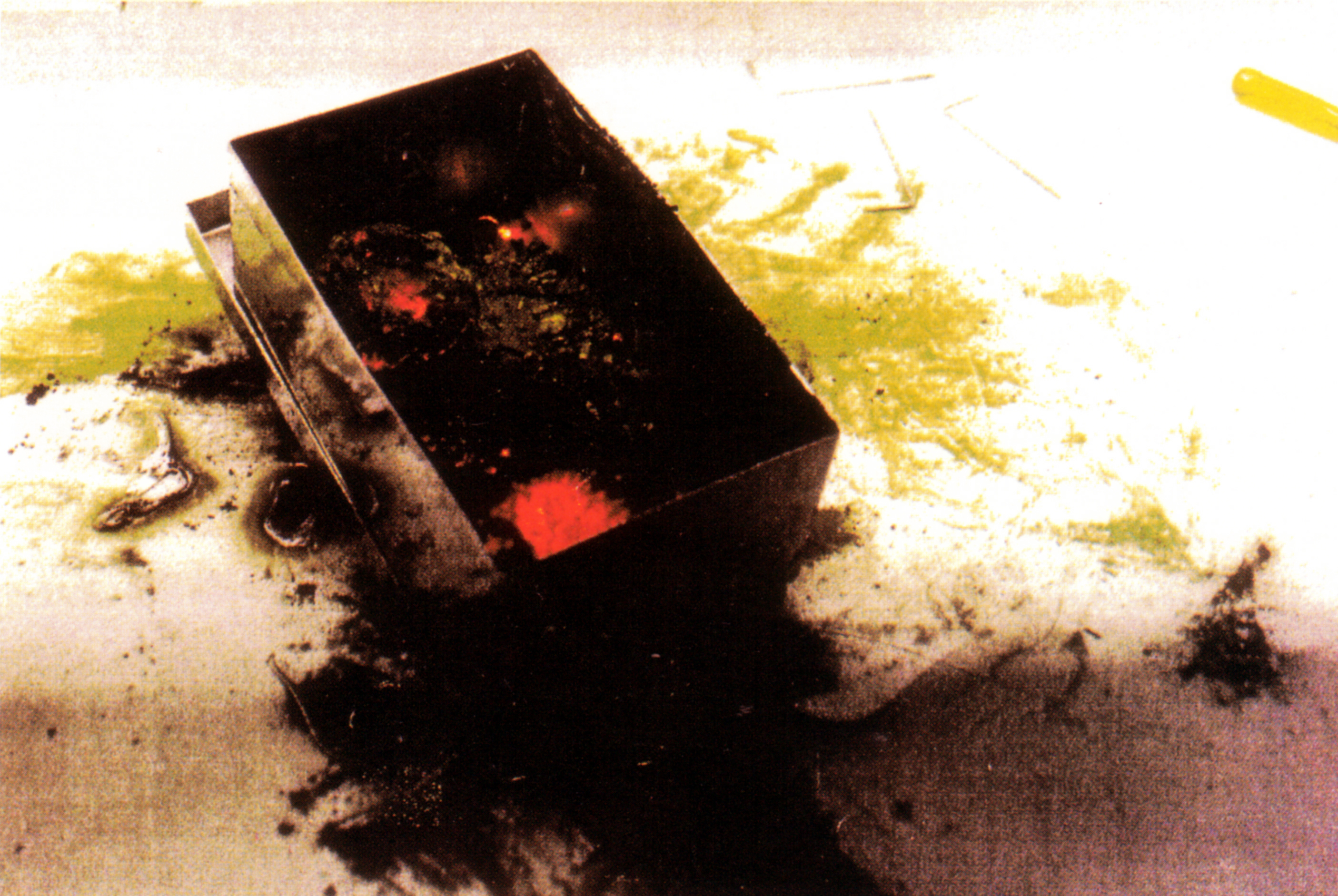
La piroforicitat del plutoni pot causar que es vegi com una brasa ardent sota certes condicions.

La piroforicitat (del grec πυροφορος, purophoros, "portador del foc") és una propietat de les substàncies que fa que puguin inflamar-se espontàniament a l'aire. Alguns exemples en són el sulfur de ferro i molts metalls reactius com l'urani, quan es troben en pols o en làmines fines.
Els materials pirofòrics són, sovint, reactius enfront de l'aigua, i per això s'inflamaran quan entrin en contacte amb aigua o aire humit. Aquests materials poden ser utilitzats de manera segura en atmosferes d'argó o nitrogen (amb algunes excepcions). La majoria dels incendis pirofòrics han de ser extints amb un extintor de classe D per a metalls en flames.

## Usos
La creació d'espurnes a partir de metalls es basa en la piroforicitat de les petites partícules metàl·liques. Això pot ser útil, per exemple, en els mecanismes d'espurnes dels encenedors i en diverses joguines, utilitzant ferroceri; l'encesa de focs amb un encenedor firesteel, el mecanisme de disparador amb sílex en el gallet de les armes de foc i els assajos d'espurnes en metalls ferrosos.

## Manipulació de materials pirofòrics
Petites quantitats de líquids pirofòrics es poden conservar en una ampolla de vidre amb un tap de PTFE. Quantitats més grans se subministren en tancs de metall similars als cilindres per a gasos, dissenyats perquè una agulla pugui cabre a través de l'obertura de la vàlvula. Una xeringa, acuradament seca i amb l'aire extret mitjançant un flux de gas inert, es fa servir per extreure el líquid del seu recipient.
Els sòlids pirofòrics requereixen l'ús d'una caixa de guants segellada amb gas inert. Les caixes de guants són cares i requereixen manteniment. Per tant, molts sòlids pirofòrics es venen com dissolucions o dispersions en oli mineral o en dissolvents d'hidrocarburs més lleugers. Els sòlids lleugerament pirofòrics, com ara hidrur d'alumini i liti o l'hidrur de sodi, es poden manejar a l'aire durant breus períodes, però els envasos han de ser evacuats amb gas inert abans del seu emmagatzematge.
Petites quantitats de materials pirofòrics i els recipients ja buits s'han d'eliminar amb cura, inertitzant el residu. Les substàncies menys reactives poden ser eliminades mitjançant una forta dilució en un dissolvent no reactiu com hexà, posant el recipient en un bany de refredament, i afegint aigua gota a gota. Les substàncies més reactives poden ser apagades afegint lentament una dissolució diluïda de gel sec, posant, a continuació, una substància lleugerament reactiva que no es congeli en gel sec perquè es barregi amb ella (s'usen sovint èter dietílic humit, acetona, alcohol isopropílic i metanol).

## Materials pirofòrics

### Sòlids
- Alcòxids metàl·lics de grup alquil o halurs no metàl·lics (dietiletoxialumini, diclor, metil, silà).
- Metalls alcalís (sodi, potassi, rubidi, cesi).
- Catalitzadors de coure procedents de piles de combustible, per exemple, Cu/ZnO/A  2  O  3 .[4]
- Reactius de Grignard (compostos de la forma RMgX).
- Metalls finament dividits (ferro, magnesi, calci, zirconi, urani, titani, bismut, hafni, tori).
- Catalitzadors d'hidrogenació ja usats, com el níquel Raney (especialment perillós a causa de l'hidrogen adsorbit).
- Hidrurs metàl·lics i hidrurs no metàl·lics (germà, diborà, hidrur de sodi, l'hidrur de liti i alumini, trihidrur d'urani).
- Sulfur de ferro: sovint es troben en instal·lacions de petroli i gas en què els productes de la corrosió dels equips d'acer poden entrar en ignició si s'exposen a l'aire.
- Derivats parcialment o totalment amb grup alquil, d'hidrurs metàl·lics i no metàl·lics (hidrurs de dietilalumini, trimetilalumini, trietilalumini, butilliti, trietilbor).
- L'urani és pirofòric, com es mostra a la vaporització d'urani empobrit en pols que pot acabar cremant després de l'impacte amb els seus objectius. En forma finament dividida és fàcilment inflamable, i les deixalles d'urani de les operacions de mecanitzat estan subjectes a la ignició espontània.[5]
- Carbonils metàl·lics (octacarbonilo de dicobalto, carbonil de níquel).
- Telurolmetà (CH₃TeH).
- Fòsfor (blanc o groc).
- Plutoni: diversos compostos són pirofòrics, i això ha estat la causa d'alguns dels incendis més greus ocorreguts en les instal·lacions del Departament d'Energia dels Estats Units.[6]
- Llots contenint hidrocarburs de petroli.

### Gasos
- Arsà
- Diborà
- Fosfà
- Silà

### Líquids
- Compostos organometàl·lics de metalls del grup principal (per exemple, alumini, gal·li, indi, zinc i cadmi, etc).
- Trietilborà.

(Nota: La hidrazina s'havia inclòs prèviament en aquesta llista, però és un compost hipergòlic, com amb el tetraòxid de dinitrogen, i no pirofòric.)